# Tal Ben-Shahar
Tal David Ben-Shahar, nacido en 1970, es un profesor y escritor estadounidense e israelí especializado en las áreas de la psicología positiva y liderazgo.

## Formación
Tal Ben-Shahar es licenciado por la Universidad de Harvard en Filosofía y Psicología. Finalizó su tesis en 1996, cuyo título es Honesty Pays: Bridging the Gap Between Moral Theory and Practice. También tiene un doctorado en Comportamiento Organizacional por la Universidad de Harvard.

## Experiencia laboral
Tal Ben-Shahar dio clase en la Universidad Harvard sobre psicología positiva y de liderazgo. Actualmente es profesor en el Centro Interdisciplinario Herzliya.
Además, Tal es consultor y pronuncia conferencias por todo el mundo a los ejecutivos de corporaciones multinacionales, compañías de Fortune 500, instituciones educativas y al público en general. Los temas que trata son el liderazgo, la educación, la ética, la felicidad, la autoestima, la capacidad de recuperación y el establecimiento de metas. Es el autor de los best sellers internacionales Happier and Being Happy, que han sido traducidos a 25 idiomas.
Ben-Shahar apareció en The Daily Show, con Jon Stewart, el 9 de agosto del 2007. Fue seleccionado para narrar el documental Israel Inside: How a Small Nation Makes a Big Difference, producida por Raphael Shore.

## Publicaciones
- Being Happy: You Don't Have to Be Perfect to Lead a Richer, Happier Life (2010).[4]
- Happier: Learn the Secrets to Daily Joy and Lasting Fulfillment (2007).[5]
- A Clash of Values: The Struggle for Universal Freedom (2002).
- Heaven Can Wait: Conversations With Bonny Hicks (1998).[6]

También ha escrito dos libros para niños en colaboración con Shirly Yuval-Yair en hebreo. Uno sobre Hellen Keller y la otra sobre Thomas Edison. Los libros tienen como objetivo enseñar a los niños acerca de la felicidad.